# Astasia
Astasia es un género de algas unicelulares perteneciente al grupo de los Euglénidos. Son osmotrofos, carecen de pigmentos y de mancha ocular; en lo demás, son idénticas a algunas especies de Euglena.